# Aimee Garcia
Aimée García López de Ordoñez (Chicago, Illinois, 28 de noviembre de 1978) es una actriz estadounidense, conocida por sus papeles como Verónica Palmero en George Lopez, Jamie Batista en Dexter y más recientemente, como Ella López en la serie Lucifer.

## Carrera
Garcia fue elegida como María en Greetings from Tucson y apareció en el piloto de Global Frequency como Aleph. Tuvo un papel en Cadet Kelly y también coprotagonizó con Anthony Anderson en la serie All About the Andersons, donde interpretó a Lydia. En 2006, apareció en George Lopez, como la sobrina de la esposa de George Lopez. 
Garcia protagonizó junto con Jessica Simpson en la comedia de 2008 Major Movie Star. También interpretó un breve papel en D-War y narró la película de Adam Sandler, Spanglish.
A partir de 2009, estuvo en el programa Trauma como Marisa Benez. En 2011, se anunció que interpretaría a Jamie Batista en Dexter.

## Filmografía
| Cine | Cine                      | Cine           | Cine             |
| Año  | Película                  | Papel          | Notas            |
| ---- | ------------------------- | -------------- | ---------------- |
| 1996 | The Homecoming            | Jodi           |                  |
| 2001 | Betaville                 | Ruby Derain    |                  |
| 2002 | The Good Girl             | Enfermera      |                  |
| 2002 | Cadet Kelly               | Gloria         |                  |
| 2003 | Boys Life 4: Four Play    | Caitlan        | Segmento: L.T.R. |
| 2004 | Jessica                   | Amanda         |                  |
| 2004 | D.E.B.S.                  | Maria          |                  |
| 2004 | Boricua                   | Lola           |                  |
| 2004 | Spanglish                 | Narradora      | Voz              |
| 2005 | Global Frequency          | Aleph          |                  |
| 2005 | A Lot Like Love           | Nicole         |                  |
| 2005 | Cruel World               | Gina           |                  |
| 2005 | Dirty                     | Rita           |                  |
| 2006 | Ultra                     | Kyra           |                  |
| 2006 | The Alibi                 | Operadora #1   |                  |
| 2006 | Mercy Street              | Alicia Johnson |                  |
| 2007 | D-War                     | Brandy         |                  |
| 2007 | Graduation                | Suzy Winters   |                  |
| 2007 | 7eventy 5ive              | Jody Walters   |                  |
| 2008 | The More Things Change... | Diana Carter   |                  |
| 2008 | Universal Signs           | Trish          |                  |
| 2008 | Major Movie Star          | Vicky Castillo |                  |
| 2009 | Operating Instructions    | Megan          |                  |
| 2009 | B-Girl                    | Rosie          |                  |
| 2009 | Shrink                    |                |                  |
| 2010 | Beach Lane                | Holly          |                  |
| 2010 | Go for It!                | Carmen Salgado |                  |
| 2011 | Convincing Clooney        | Amy            |                  |
| 2014 | RoboCop                   | Kim            |                  |
| 2016 | Sister Cities             | Sarah          |                  |
| 2018 | What They Had             | Dr. Zoe        |                  |
| 2019 | The Addams Family         | Denise         | Papel de voz     |
| 2019 | Dear Evan Hansen          | Bibliotecaria  |                  |
| 2022 | Blade of the 47 Ronin     | N/A            | Guionista        |

| Televisión | Televisión                     | Televisión       | Televisión                              |
| Año        | Título                         | Papel            | Notas                                   |
| ---------- | ------------------------------ | ---------------- | --------------------------------------- |
| 1999       | ER                             | Leanne Lawler    | Episodio "Truth & Consequences"         |
| 2001       | Resurrection Blvd.             | Sylvia           | Episodio "La Partida"                   |
| 2001       | V.I.P.                         | Recepcionista    | Episodio "The Uncle from V.A.L."        |
| 2001       | The Agency                     |                  | 2 episodios                             |
| 2002       | Angel                          | Cynthia York     | Episodio "Birthday"                     |
| 2002       | American Family                | Nina de joven    | 5 episodios                             |
| 2002       | MDs                            | Gina Willis      | Episodio "Time of Death"                |
| 2002–2003  | Greetings from Tucson          | Maria Tiant      | Papel principal                         |
| 2003-2004  | All About the Andersons        | Lydia            | Papel principal                         |
| 2004       | Las Vegas                      | Lizzie Posner    | Episodio "Nevada State"                 |
| 2004       | El otro México                 | Ella misma       |                                         |
| 2005       | CSI: Nueva York                | Rhonda Chavez    | Episodio "City of the Dolls"            |
| 2006       | Lovespring International       | Sparkles         | Episodio "Homeless Rockstar"            |
| 2006-2007  | George Lopez                   | Veronica Palmero | Recurrente, temp. 5; principal, temp. 6 |
| 2007       | CSI: Crime Scene Investigation | Melissa Gentry   | Episodio "Big Shots"                    |
| 2007       | Standoff                       | Tina Markovich   | Episodio "Severance"                    |
| 2008       | Supernatural                   | Nancy Fitzgerald | Episodio "Jus in Bello"                 |
| 2008       | My Boys                        | Amy              | Episodio "Take My Work Wife... Please"  |
| 2008       | CSI: Miami                     | Andrea Rinell    | Episodio "Won't Get Fueled Again"       |
| 2009       | Gary Unmarried                 | Anna             | Episodio "Gary and Dennis' Sister"      |
| 2009       | Bones                          | Jennifer Keating | Episodio "The Science in the Physicist" |
| 2009       | Family Guy                     | Nicole           | Episodio "Brian's Got a Brand New Bag"  |
| 2009-2010  | Trauma                         | Marisa Benez     | Papel principal                         |
| 2011       | Love Bites                     | Steffi           | Episodio "Boys to Men"                  |
| 2011       | Off the Map                    | Alma             | Recurrente, 5 episodios                 |
| 2011       | Dexter                         | Jamie Batista    | Recurrente, temp 6/7; principal, tem. 8 |
| 2016-2021  | Lucifer                        | Ella López       | Papel principal, temp. 2 a 6            |
| 2017       | Family Guy                     | Isabella         | Episodio "Dearly Deported"              |
| 2021       | M.O.D.O.K.                     | Jodie            | Papel principal                         |

## Premios y nominaciones
| Año  | Grupo        | Premio                                                                           | Resultado | Cine/Show    |
| ---- | ------------ | -------------------------------------------------------------------------------- | --------- | ------------ |
| 2007 | ALMA Award   | Actriz de reparto en una serie de televisión, miniserie o película de televisión | Nominada  | George Lopez |
| 2007 | Imagen Award | Mejor actriz de reparto en una serie de televisión                               | Nominada  | George Lopez |